# صدقه

یک صندوق صدقات در کنار پیاده‌روی یک خیابان در شهر تهران.

صدقه (به عربی: صدقة) در بافت مدرن به معنای «صدقه داوطلبانه» یا خیرخواهی آمده است. از نظر قرآن این لغت به معنای تقدیم اختیاری است که مقدار آن به اراده «خیرگزار» است.
هدیه‌ای است از طرف افراد حقیقی یا حقوقی با منظورهای خیریه و بهره‌مند شدن افراد دیگر، داده می‌شود. صدقه ممکن است به صورت‌های وجه نقد، خدمات، وسایل استفاده شده یا استفاده نشده‌ای مانند پوشاک، اسباب‌بازی، خوراک و رسانگر، کمک‌های ضروری از جمله کمک‌های انسان‌دوستانه، کمک به توسعه و گسترش و نیازهای ضروری بدن انسان مانند خون، اندام و پیوند باشد.
به عقیدهٔ ویلفرد مادلونگ سهم خویشاوندان پیامبر از غنیمت و فیء، برحسب روایات بسیاری در کتب حدیث، جبرانی برای استثناء کردن آنان از دریافت صدقه و زکات بود.

## نگارخانه

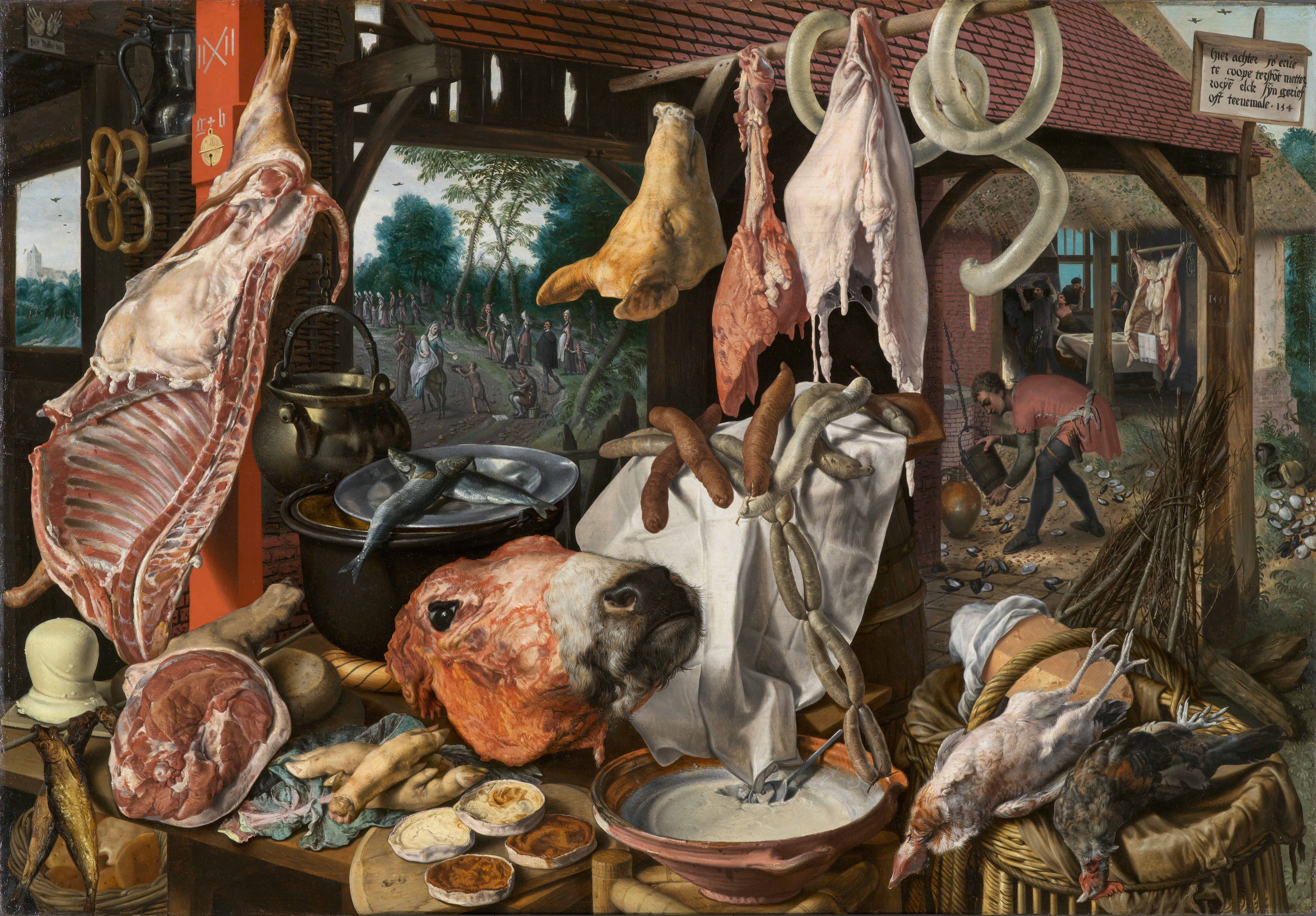
دکه گوشت‌فروشی و خانواده مقدس در حال دادن صدقه، اثر پیتر ارتسن